# Foncier
Het foncier was een term uit het middeleeuwse leenrecht.
Het foncier was het gedeelte van een heerlijkheid dat bewoond en ontgonnen werd door de heer zelf. Het foncier in oorsprong was dus de centrale vroonhoeve waaromheen een heerlijkheid ontstond.
Daar iemand meerdere heerlijkheden kon bezitten, maakte hij soms van het foncier van zijn tweede heerlijkheid een leen, of hij verpachtte het.